# Dissociativa störningar
Dissociativa störningar eller konversionsstörningar är en grupp reaktiva psykiska störningar vilkas huvudsymtom handlar om förändrat medvetandetillstånd med långvarig och svårartad dissociation, psykosomatiska tecken, och försämrad samverkan mellan funktioner i medvetandet, i synnerhet vad beträffar minne, perception, känsel, motorik och identitet. Många av dessa störningar klassificerades förr som hysteri. Dissociativa störningar kan övergå i psykos, så kallad hysterisk psykos. Till skillnad från enkel dissociation, som är en försvarsmekanism inom normalpsykologin, har den dissociativa störningen en mer långvarig och påtaglig effekt på den psykiska hälsan och fungerar funktionsnedsättande.
Symtomen på dissociativa störningar förekommer ibland som symtom av kroppsliga sjukdomar eller drogmissbruk. Enligt ICD-10 får inte diagnos ställas förrän sådan sjukdom eller missbruk uteslutits. De dissociativa störningarna uppstår alltid till följd av en extrem stress eller ett trauma. Sådan erfarenhet är nödvändig för att någon ska få en diagnos. Barn som blivit utsatta för traumatiska händelser kan utveckla dissociativa störningar, som ett sätt att skydda sig från de traumatiska händelserna. 
Den mest kända gruppen dissociativa störningar är dissociativ identitetsstörning, vilken många felaktigt tror är en form av schizofreni.

## Symtom
De dissociativa störningarna utlöses av ett psykiskt trauma eller svårlösta livsproblem, och varar ofta inte mer än någon vecka, men kan bli kroniska. Liksom somatoforma störningar har personen fysiska symtom som inte kan förklaras organiskt (fixa idéer), till exempel transtillstånd, hypestesi och förlamningar, och gestaltar personens uppfattning om hur en sjukdom yttrar sig. Till skillnad från somatoforma störningar innebär inte de dissociativt orsakade symtomen någon smärta och individen söker sällan kontakt med sjukvården för sina fysiska symtom. Den dissocierande Individens likgiltighet inför sina egna fysiska åkommor beskrevs av Freud som La belle indifférence. Av de dissociativa störningarna blir ofta perceptionen och sinnena påverkade. För samtliga varianter dissociativa störningar, är en långtgående dissociation ett framträdande kännetecken. Dissociation kan yttra sig i derealisation eller depersonalisation. Med derealisation avses att händelseförlopp upplevs vara overkliga, som i en film. Depersonalisation handlar om att den egna identiteten upplevs overklig, som om det händer någon annan. Båda dessa symtom handlar om att avskärma sig från det som är traumatiskt.
Gränserna mellan formerna av de dissociativa störningarna är diffusa, och i de flesta former ingår minnesförluster, sänkt medvetande- eller närvarograd och en förändrad motorik. Gemensamt för samtliga former är att de utlöses plötsligt i reaktion på psykisk stress eller en livskris eller i respons på något som påminner om ett tidigare trauma, och att tillståndet är långvarigt. Symtomen beror inte på droger, en annan psykos eller på organiskt betingade funktionsbortfall (hjärnskada, endokrin sjukdom, etc). De funktioner som drabbas är i samtliga fall knutna till identiteten och dess förutsättningar, och även för andra former än multipel personlighetsstörning finns tecken på identitetskriser.
Självskadebeteende är vanligt vid dissociativa störningar, och förekommer i mellan 20 och 50 % av fallen beroende på diagnos. Självskadebeteende är vanligare bland kvinnor än män. En teori är att självskadandet fungerar som en återupplevelse av traumat och en identifikation med förövaren; återupplevelse av traumat är ett för övrigt vanligt symtom hos kvinnor.
Personer med grav dissociativ störning har ibland tankestörningar i form av ologiska resonemang och förvrängda tankemönster angående sådant som påminner om traumat eller om människocentrerade ämnen. Detta kallas "traumatisk tankestörning". Traumatisk tankestörning är mer utpräglat vid dissociativa störningar än vid posttraumatisk stress eller depression, och oberoende av förekomst av psykos.

## Typer av dissociativa störningar
ICD-10 räknar flera former av dissociativa störningar, däribland dissociativ amnesi, dissociativ fugue, dissociativ stupor, transtillstånd, dissociativ motorisk störning, dissociativa konvulsioner, dissociativ anestesi, dissociativ identitetsstörning, skymningstillstånd, och NOS (not otherwise specified). Vad som skiljer dessa diagnoser åt är vilken funktion som huvudsakligen drabbas, minnet, varseblivning, motorik, taktil känsel, identitet, med mera. Vid dissociativ fugue kan personen försvinna från sitt hem i flera dagar för att sedan återvända och inte minnas vad som hänt. 
DSM räknar dessutom depersonalisationsstörning som en form av dissociativ störning, som handlar om depersonalisation och derealisation.

## Prevalens
Ungefär 10 procent av befolkningen drabbas någon gång av en dissociativ störning, och ungefär en procent av en multipel personlighetsstörning. Av intagna på psykiatrisk klinik (ej öppenvård) lider ungefär 16 procent av en dissociativ störning. Det finns en korrelation mellan dissociativa störningar och barndomstrauman (fysisk misshandel och sexuella övergrepp).

## Komorbiditet
Dissociativa störningar av olika svårighetsgrad kan finnas i samsjuklighet med många andra psykiska störningar, däribland posttraumatiskt stressyndrom, ätstörningar, impulskontrollstörningar, drogmissbruk, affektiva störningar, personlighetsstörningar och ångeststörningar. Det finns ingen korrelation mellan förekomsten, eller graden, av dissociation och utvecklingsstörning eller hög intelligens.

## Psykoneuroendokrinologi
Personer som dissocierar har förändrad aktivitet i temporalloben (symtomen kan påminna om temporallobsepilepsi), prefrontala cortex och limbiska systemet (däribland amygdala). Kvoten dehydroepiandrosteron/kortisol är lägre än normalt. Det tycks finnas en stark korrelation mellan dissociation och prolaktin.